# István Lichteneckert
István Lichteneckert (Budapest, 17 agosto 1892 – Budapest, 10 novembre 1929) è stato uno schermidore ungherese, vincitore di una medaglia di bronzo nella scherma ai giochi olimpici.